# مایک دیویس (بازیکن فوتبال)
مایک دیویس (انگلیسی: Mike Davies؛ زادهٔ ۱۹ ژانویهٔ ۱۹۶۶) بازیکن فوتبال اهل بریتانیا است.
از باشگاه‌هایی که در آن بازی کرده‌است می‌توان به باشگاه فوتبال بلکپول اشاره کرد.